# Миксиновые
Микси́новые (лат. Myxinidae) — семейство бесчелюстных, единственное в отряде миксинообразных (Myxiniformes) и классе миксин (Myxini). Относятся к самым примитивным современным черепным. По состоянию на 2016 год известно 6 родов и 78 видов. Миксиновые являются единственными известными современными животными, у которых есть череп, но нет позвоночника, хотя у них и имеются рудиментарные позвонки.

## Ареал
Миксиновые живут в водах Мирового океана в тропической и субтропической зоне, предпочитая глубины от 100 до 500 метров, хотя встречаются и на глубине более 1000 метров.

## Описание

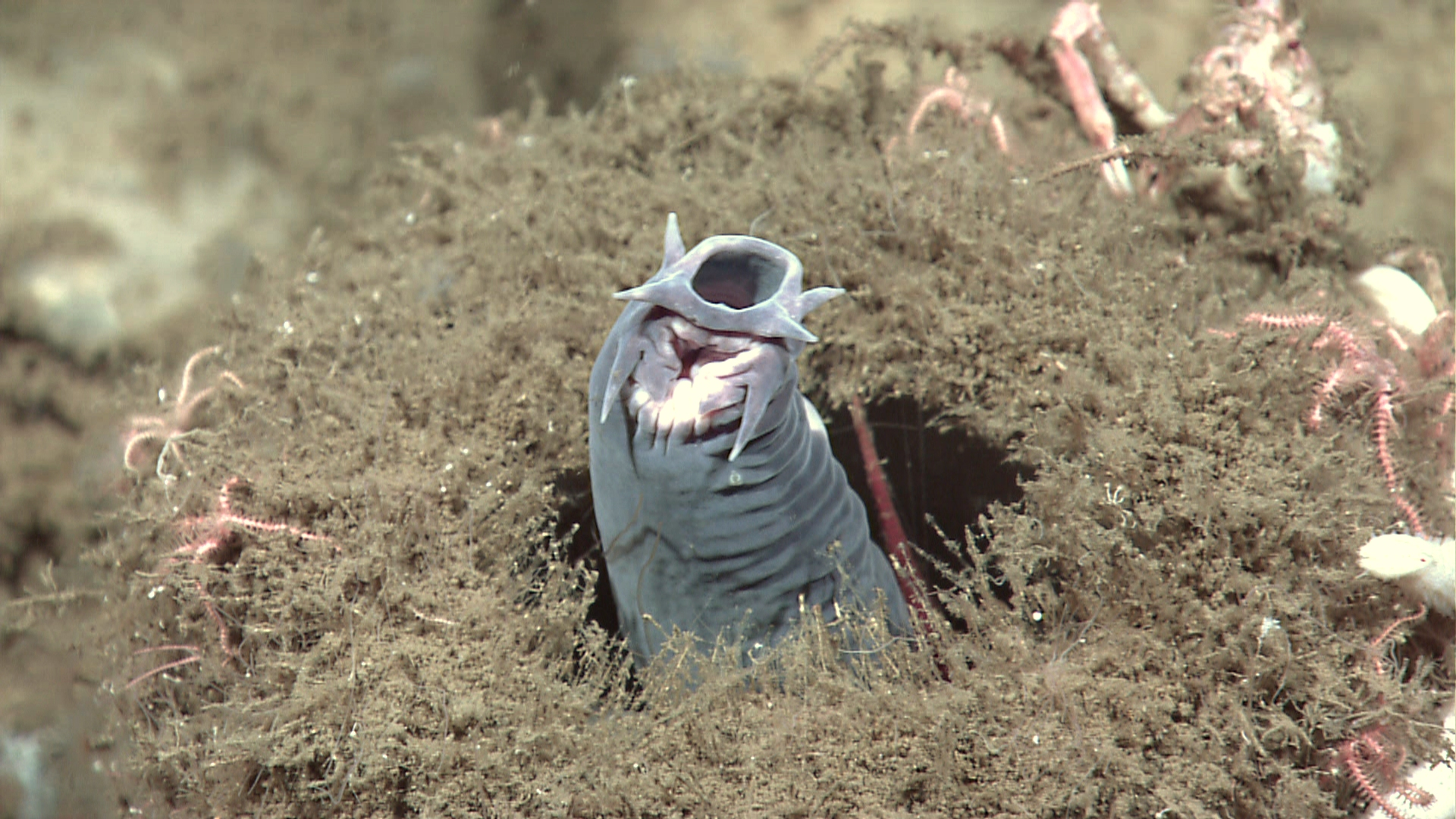
Передний конец тела миксины

Длина тела — 45—70 см. Осевой скелет — хорда. Парных плавников нет. Непарная ноздря расположена на конце головы и сообщается с глоткой. Рот и ноздря обрамлены 6—8 мясистыми усиками. Жаберных мешков — 5—16 пар; у одних видов каждый мешок сообщается с глоткой и наружной средой, у других они открываются с каждой стороны общим отверстием. Жаберный скелет состоит из небольшого числа хрящевых пластинок. Предполагается также, что кожа миксиновых приспособлена к кожному дыханию.
Кровеносная система незамкнутая, имеется основное сердце и 3 дополнительных, эти дополнительные сердца расположены в области головы, печени и хвоста. Миксиновые имеют одно из самых низких кровяных давлений среди позвоночных. У них также самое высокое отношение объёма крови к массе тела по сравнению с другими хордовыми, около 17 мл крови на 100 г массы. Глаза затянуты кожей, видят миксины плохо, так как их глаза слишком примитивны; светочувствительные клетки располагаются также вокруг клоаки.
Миксины способны завязываться в узел, чтобы отрывать куски пищи, освобождаться от захвата или очищать тело от слизи.

## Питание и взаимодействие с другими видами
Миксины — ночные животные. Днём они зарываются в ил, выставляя наружу часть головы. На охоту выходят только в ночное время. Миксины нападают на рыб, попавших на крючковую снасть или в сети, а также на больных и ослабленных; кроме того, поедают падаль. Они прогрызают стенку тела добычи, обычно в области жабр, и проникают в полость тела, поедая сначала внутренности, а потом и мышцы. Если жертва ещё способна к сопротивлению, миксины проникают под её жаберную крышку и выделяют обильную слизь. В результате жабры жертвы перестают нормально работать, и рыба погибает от удушья.
Скелет дельфина или акулы с толстой миксиной внутри — обычная деталь пейзажа морского дна.

## Размножение
У миксин довольно интересный способ размножения: у двуполых видов этих животных на сто самок приходится лишь один-единственный самец. Миксины многих других видов — гермафродиты. Для размножения особи отходят от берегов на большие глубины, где каждая самка откладывает 12—30 крупных овальных яиц длиной около 20 миллиметров. Оплодотворение у миксин наружное. После размножения они не погибают и нерестятся (размножаются) несколько раз в жизни. Во время нереста миксины не питаются. Покидающие роговую капсулу личинки миксин вскоре становятся вполне похожими на своих родителей.

## Взаимодействие с человеком
Миксины вполне съедобны и даже напоминают рыб по своему вкусу, но многие отказываются пробовать миксин из-за их внешнего вида.
Наносят значительный вред рыболовству. Рыбаки у берегов Англии, Западной Швеции и Южной Норвегии бывают вынуждены часто менять места лова, поскольку «набеги» миксин могут оставить их без добычи.
Очень живучи, хорошо переносят длительное пребывание без воды, могут подолгу голодать и долго остаются живыми, получив даже чрезвычайно тяжелые ранения.

## Систематика
Систематика миксинообразных не устоялась — у большинства школ систематиков свой взгляд на их место на филогенетическом древе хордовых: их или объединяют с миногообразными в группу (класс или надкласс) круглоротых, или в виде отдельных классов помещают в надкласс бесчелюстных, или в виде отдельных надклассов (Myxinomorphi, Petromyzontorphi) — в кладу черепных, или в виде отдельного инфратипа (Myxinomorphi) — в кладу черепных, в то время как миногообразных в виде надкласса Petromyzontorphi — в инфратип позвоночных. Общим является то, что миксинообразных относят к черепным, но не к позвоночным именно из-за отсутствия каких-либо элементов позвоночника во время развития организма и во взрослом состоянии. Однако у некоторых видов миксин (пиявкоротые) обнаружен позвоночник, или, по крайней мере, структуры его напоминающие, при сохраняющейся неясности вопроса об их гомологичности настоящему позвоночнику позвоночных, и, соответственно, о систематической принадлежности миксин. Если эти структуры гомологичны позвоночнику, то миксины относятся к позвоночным, и, более того, черепные оказываются совпадающими с позвоночными, поскольку у миног элементы, несомненно гомологичные настоящему позвоночнику, также известны, и, таким образом, черепных, не являющихся позвоночными, не остаётся.

### Классификация
На ноябрь 2017 года в семейство включают следующие подсемейства и роды:
- Подсемейство Eptatretinae Bonaparte, 1850
  - Род Eptatretus Cloquet, 1819 — Пиявкороты, или пиявкоротые миксины
  - Род Heptatretus Regan, 1912
  - Род Rubicundus Fernholm et al., 2013
- Подсемейство Myxininae Rafinesque, 1815
  - Род Myxine Linnaeus, 1758 — Миксины
  - Род Nemamyxine Richardson, 1958 — Тонкотелые миксины
  - Род Neomyxine Richardson, 1953 — Неомиксины
  - Род Notomyxine Nani & Gneri, 1951

В 2019 году в слоях осадочных пород возрастом около 100 млн лет на территории Ливана найден ископаемый экземпляр миксины вида Tethymyxine tapirostrum.